# Esperanza Macarena de Santa Cruz de Tenerife
María Santísima de la Esperanza Macarena es una advocación mariana de gran veneración en la ciudad canaria de Santa Cruz de Tenerife (España).
La imagen es una réplica de la afamada Esperanza Macarena de Sevilla, siendo fruto de la devoción universal que recibe esta advocación. Fue realizada en 1958 por Antonio Giménez Martínez, y se venera en la Iglesia Matriz de la Concepción, siendo la titular de la Real Cofradía de Nuestro Padre Jesús Cautivo y María Santísima de la Esperanza Macarena, filial de la Hermandad de la Macarena de Sevilla.

## Descripción de la imagen
La imagen fue encargada por el capitán José Rubio Gallardo, uno de los fundadores de su cofradía, al escultor granadino (y afincado en Santa Cruz de Tenerife), Antonio Giménez Martínez en el año 1958, quien realizó una obra encuadrada dentro de las imágenes dolorosas de estilo andaluz, imitando la fisionomía de la imagen de la Esperanza Macarena de Sevilla, que fue entregada a su cofradía en 1959.
Se trata de una imagen de vestir, del tipo denominado de candelero e inspirada en las imágenes marianas barrocas. Está realizada en madera policromada, de tamaño natural y con una altura de 165 centímetros. La imagen mira al frente con amargo rostro. Sus manos se encuentran abiertas, con dedos torneados y palmas extendidas portando un manípulo en la mano derecha y un rosario en la izquierda. Posee corona de oro de ley y esmaltes, enriquecida con diamantes. Luce en el pecho unas mariquillas, al igual que su homónima sevillana.
Generalmente aparece vestida con un manto de color verde esperanza, una saya color vino y una corona de Reina. Durante el tiempo de Cuaresma es vestida de hebrea con un rostrillo blanco, un manto azul, una saya de color lavanda y un fajín gris, además la imagen cambia de corona, a una aureola de plata con doce estrellas.

## Cofradía de la Macarena
La Cofradía de La Macarena se fundó el 27 de marzo de 1959 y fue aceptada filial de la de Sevilla el 6 de agosto de 1985. El fundador y primer Hermano Mayor fue José Rubio Gallardo. Desde el año 1988, los Reyes de España son Hermanos Mayores Honorarios, y obteniendo de este modo el título de "Real".

## Procesión
La Macarena realiza su estación de penitencia la noche del Jueves Santo en la Iglesia de San Francisco de Asís acompañada por la imagen de Nuestro Padre Jesús Cautivo. Acapara especial atención cuando los costaleros mecen a La Macarena a su salida de La Concepción o en la parroquia de San Francisco, donde se celebra uno de los actos más esperados, entre el fervor de los presentes, el particular encuentro entre los dos pasos.

## Galería fotográfica

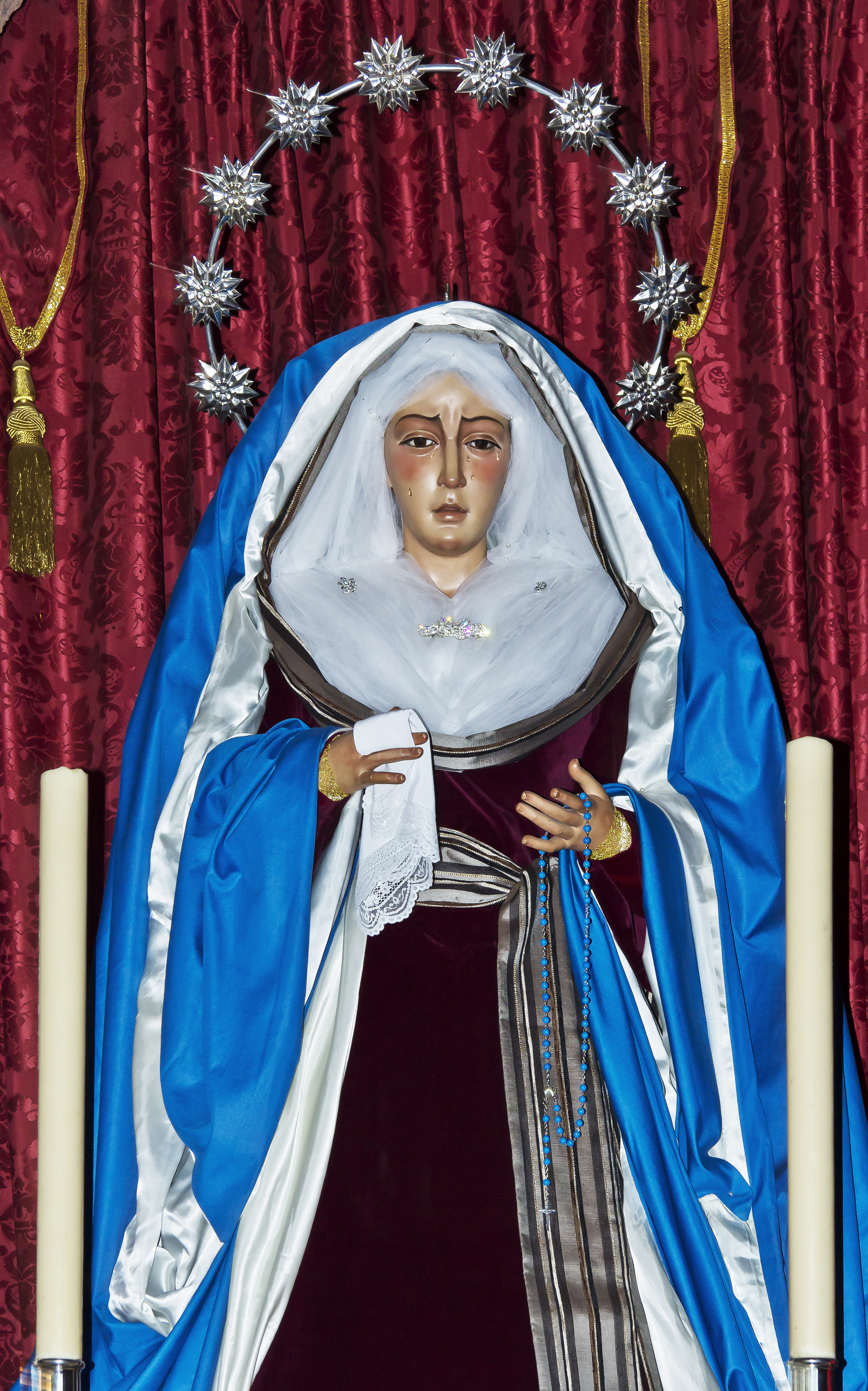
Imagen de la Esperanza Macarena (vestida de hebrea) en su altar.
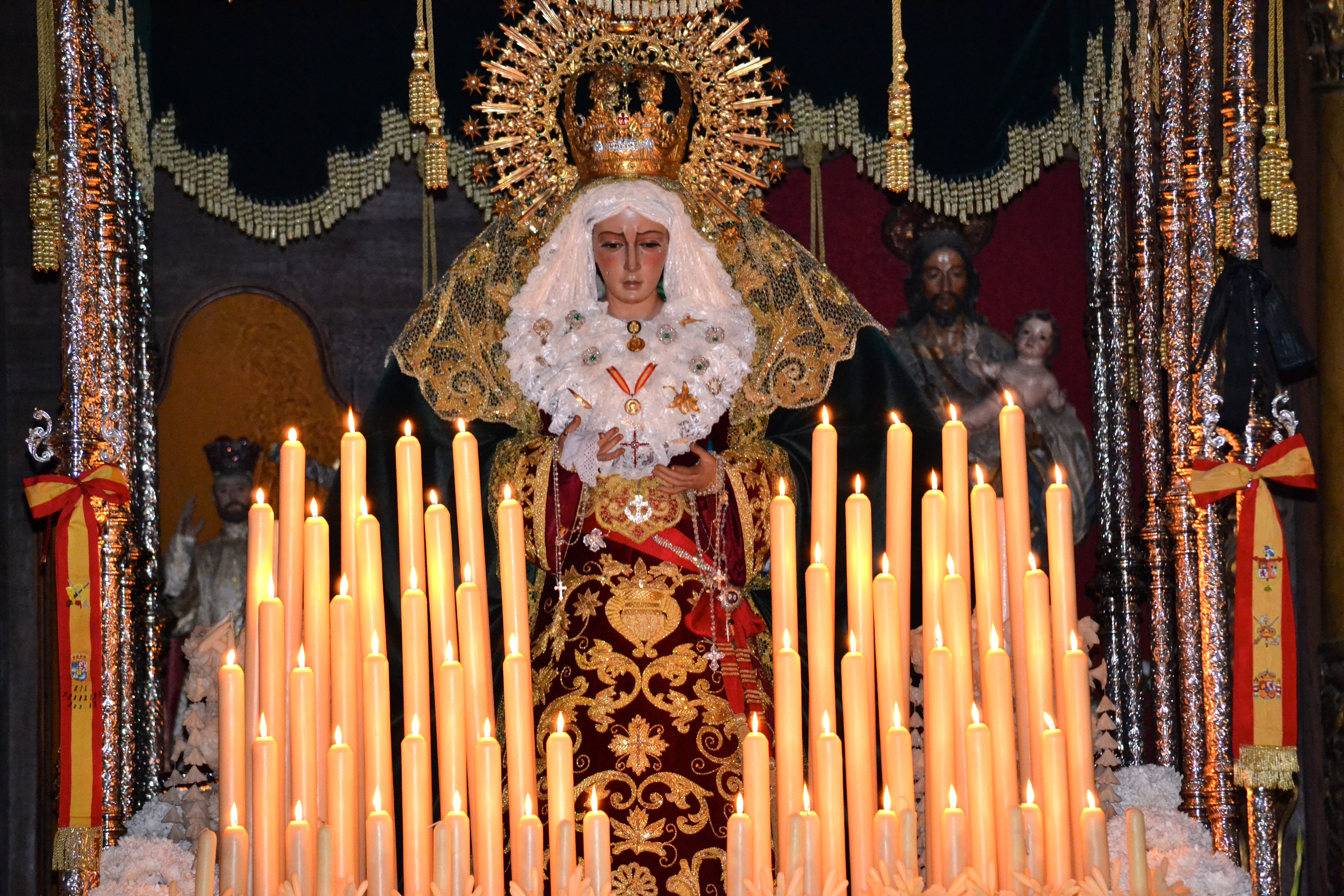
Detalle de la imagen en su paso de palio.
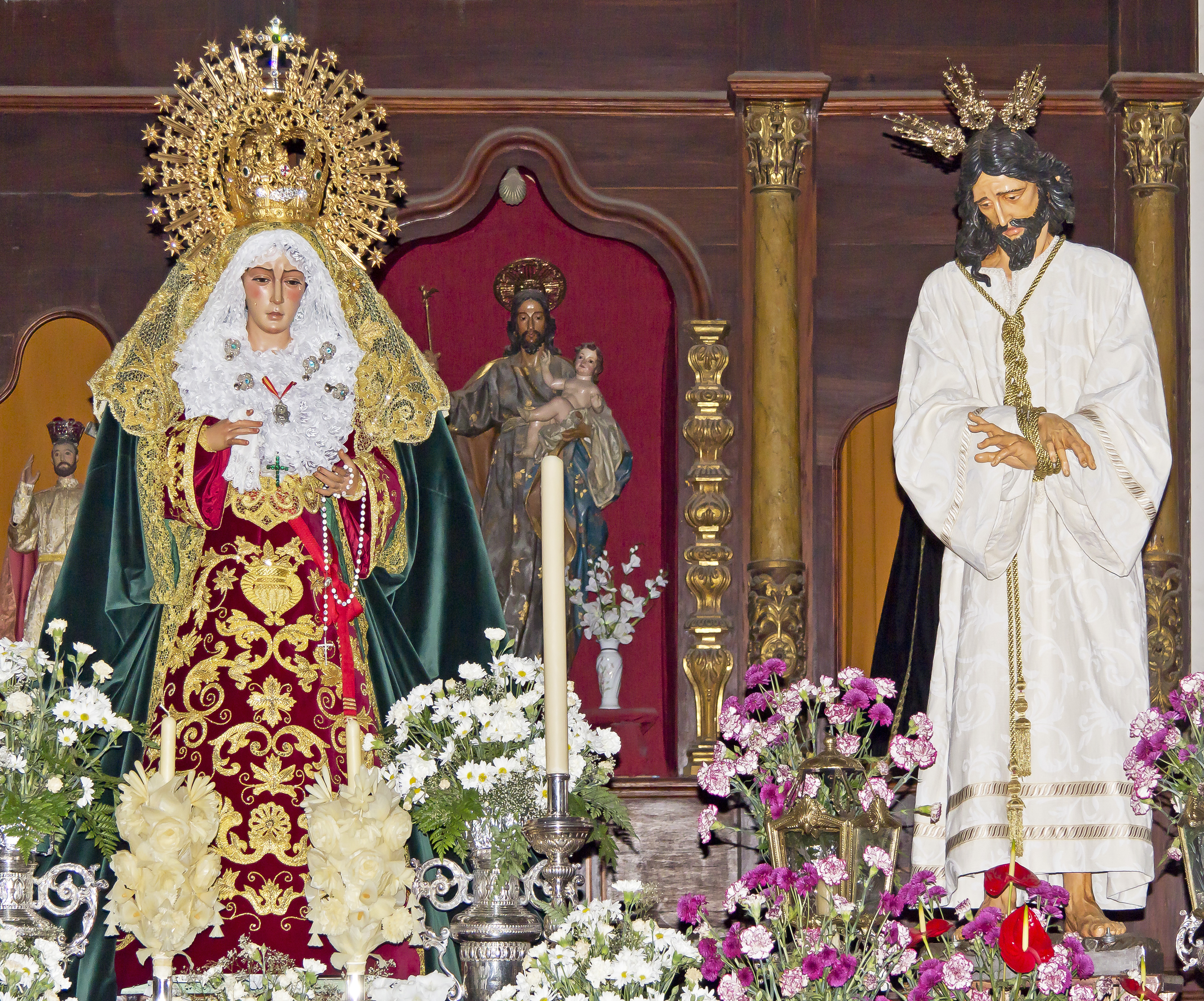
La Macarena junto a Nuestro Padre Jesús Cautivo.